# Mesariá (ort i Grekland, Joniska öarna)
Mesariá (Mesaria) är en ort i Grekland.   Den ligger i prefekturen Nomós Kerkýras och regionen Joniska öarna, i den västra delen av landet, 400 km nordväst om huvudstaden Aten. Mesariá ligger 129 meter över havet och antalet invånare är 114. Den ligger på ön Korfu.
Terrängen runt Mesariá är kuperad åt sydost, men åt nordväst är den platt.Runt Mesariá är det ganska tätbefolkat, med 214 invånare per kvadratkilometer. Närmaste större samhälle är Agios Georgis, 2,7 km sydväst om Mesariá. I omgivningarna runt Mesariá växer i huvudsak blandskog.